# Платтсмаут (Небраска)
Платтсмаут (англ. Plattsmouth) — місто (англ. city) в США, в окрузі Кесс штату Небраска. Населення — 6544 особи (2020).

## Географія
Платтсмаут розташований за координатами 41°0′20″ пн. ш. 95°53′39″ зх. д. / 41.00556° пн. ш. 95.89417° зх. д. (41.005653, -95.894144).  За даними Бюро перепису населення США в 2010 році місто мало площу 8,03 км², з яких 8,02 км² — суходіл та 0,02 км² — водойми. В 2017 році площа становила 8,60 км², з яких 8,58 км² — суходіл та 0,02 км² — водойми.

## Демографія
Згідно з переписом 2010 року, у місті мешкали 6502 особи в 2525 домогосподарствах у складі 1620 родин. Густота населення становила 810 осіб/км².  Було 2863 помешкання (356/км²).
Расовий склад населення:
| - 95,3 % — білих - 0,6 % — чорних або афроамериканців - 0,4 % — корінних американців - 0,2 % — вихідців з тихоокеанських островів - 0,2 % — азіатів - 1,0 % — осіб інших рас |

До двох чи більше рас належало 2,3 %. Частка іспаномовних становила 4,0 % від усіх жителів.
За віковим діапазоном населення розподілялося таким чином: 26,6 % — особи молодші 18 років, 58,7 % — особи у віці 18—64 років, 14,7 % — особи у віці 65 років та старші. Медіана віку мешканця становила 36,5 року. На 100 осіб жіночої статі у місті припадало 97,7 чоловіків;  на 100 жінок у віці від 18 років та старших — 92,7 чоловіків також старших 18 років.
Середній дохід на одне домашнє господарство  становив 61 536 доларів США (медіана — 49 008), а середній дохід на одну сім'ю — 70 147 доларів (медіана — 64 893). Медіана доходів становила 46 880 доларів для чоловіків та 35 930 доларів для жінок. За межею бідності перебувало 9,7 % осіб, у тому числі 11,5 % дітей у віці до 18 років та 8,3 % осіб у віці 65 років та старших.
Цивільне працевлаштоване населення становило 3112 особи. Основні галузі зайнятості: освіта, охорона здоров'я та соціальна допомога — 23,3 %, роздрібна торгівля — 17,5 %, мистецтво, розваги та відпочинок — 10,2 %, транспорт — 9,7 %.